# كحول أميني
كحول أميني هوَ مركب كيميائي يحتوي على مجموعة هيدروكسيل (-OH) وَمجموعة أمين (-NH2, -NHR, and -NR2) على سلسلة الألكان الرئيسية. يُعتبر مُصطلح «كحول أميني» مُصطلح واسع يتم استخدامه في بعض الأحيان كتصنيف فرعي.

## 2-كحولات أمينية

الصيغة الكيميائية للأمينوميثانول (أبسط كحول أميني)

الصيغة الكيميائية للهيبتامينول

الصيغة الكيميائية للإيزوإيثارين

2-كحولات أمينية هو مركب عضوي مُهم يَحتوي على مجموعتي أمين وَكحول، ويتم تصنيعه عادةً عن طريق حدوث تفاعل بينَ الأمينات وَالإيبوكسيدات، كما أنَّ هذه المركبات تدخل في تطبيقات صناعية مُتنوعة، كما تستخدم الكحولات الأمينية كمذيبات وَمواد وسيطة في الصناعات، كما تستخدم كقواعد عالية درجة الغليان.
من الكحولات الأمينية الشائِعة ما يلي:
- إيثانولامين.
- هيبتامينول.
- إيزوإيثارين.
- بروبانولامين.
- سفينغوزين.
- أمينوميثانول (أبسط كحول أميني).
- ثنائي أمين ميثيل الإيثانول.
- أمين ميثيل الإيثانول.

## حاصرات بيتا
إحدى أنواع حاصرات بيتا يُسمى حاصرات بيتا الكحولية الأمينية، ومن الأمثلة عليها:
- البروبرانولول.
- البيندولول.

## نواتج طبيعية
- مُعظم البروتينات وَالببتيدات تحتوي على كحولات وَمجموعات أمين، وهُناك نوعين من الحموض الأمينية تُعتبر كحولات أمينية وهيَ السيرين وهيدروكسي برولين.
- الفيراتريدين
- التروبان القلواني مِثل الأتروبين.
- هرمونات وَنواقل عصبية: أدرينالين (إبينفرين) وَنورأدرينالين (نورإبينفرين).

## 2-كحولات أمينية من الحموض الأمينية
من حيثُ المبدأ فَإنَّ كُل حمض أميني يُمكن هدرجته إلى مُقابله من 2-كحول أميني، والأمثلة على ذلك تتضمن البرولينول (مِن البرولين) وَالفالينول مِن الفالين.

## روابط خارجية
- Amino+Alcohols في المكتبة الوطنية الأمريكية للطب نظام فهرسة المواضيع الطبية (MeSH).